# Hanoj
Handi (vietnamsko Hà Nội), imenovan tudi prestolnica Hanoj (vietnamsko Thủ đô Hà Nội), je glavno mesto v Vietnama. Pokriva površino 3359,82 km2. Drugo največje mesto v Vietnamu je sestavljeno iz 12 mestnih okrožij, enega mesta na ravni okrožja in 17 podeželskih okrožij. Hanoj, ki leži znotraj delte Rdeče reke, je kulturno in politično središče Vietnama.
Hanoj lahko sledi svoji zgodovini vse do 3. stoletja pred našim štetjem, ko je del današnjega mesta služil kot prestolnica zgodovinskega vietnamskega naroda Âu Lạc. Po propadu Âu Lạc je bilo mesto del Han Kitajske. Leta 1010 je vietnamski cesar Lý Thái Tổ ustanovil prestolnico cesarskega vietnamskega naroda Đại Việt v današnjem osrednjem Hanoju in mesto poimenoval Thăng Long (dobesedno vzpenjajoči se zmaj). Thăng Long je ostal politično središče Đại Việta do leta 1802, ko je dinastija Nguyễn, zadnja vietnamska cesarska dinastija, prestolnico preselila v Huế. Mesto se je leta 1831 preimenovalo v Hanoj in je bilo glavno mesto Francoske Indokine od leta 1902 do 1945. 6. januarja 1946 je Narodna skupščina Demokratične republike Vietnam določila Hanoj za glavno mesto nove neodvisne države, ki bo trajala med prvo indokitajsko vojno (1946–1954) in vietnamsko vojno (1955–1975). Hanoj je od leta 1976 glavno mesto Socialistične republike Vietnam.
Glavna turistična destinacija v Vietnamu, Hanoj ponuja dobro ohranjeno francosko kolonialno arhitekturo, številne verske kraje (posvečene budizmu, katolicizmu, konfucionizmu in taoizmu), več zgodovinskih znamenitosti vietnamskih imperialnih obdobij in veliko število muzejev. Osrednji del cesarske citadele Thăng Long v okrožju Ba Dinh je bil leta 2010 vpisan na Unescov seznam svetovne dediščine.
Hanoj ima indeks človekovega razvoja 0,799 (visok), kar je prvo mesto med vsemi občinami in provincami v Vietnamu. Mesto gosti različne ugledne izobraževalne ustanove in pomembna kulturna prizorišča, vključno z Vietnamsko nacionalno univerzo, Nacionalnim stadionom Mỹ Đình in Vietnamskim nacionalnim muzejem lepih umetnosti. Hanoj je bil edina azijsko-pacifiška regija, ki ji je Unesco 16. julija 1999 podelil naziv »mesto za mir«, s čimer je priznal njegov prispevek k boju za mir, prizadevanja za spodbujanje enakosti v skupnosti, zaščito okolja, spodbujanje kulture in izobraževanje ter skrb za mlajše generacije. Hanoj se je 31. oktobra 2019, ob svetovnem dnevu mest, pridružil Unescovi mreži kreativnih mest kot oblikovalsko mesto. Mesto je gostilo tudi številne mednarodne dogodke, vključno z APEC Vietnam 2006, 132. skupščino medparlamentarne unije (IPU-132), vrhom Severna Koreja–ZDA v Hanoju 2019, pa tudi azijskimi igrami v dvorani 2009 in igrami jugovzhodne Azije. v letih 2003 in 2021.

## Ime
Hanoj je imel skozi zgodovino različna imena.
- Najprej je bil znan kot Long Biên (龍邊, »zmajev rob«), nato Tống Bình (宋平 »Pesem miru«) in Long Đỗ (龍肚, »zmajev trebuh«). Long Biên je pozneje dal ime slavnemu mostu Long Biên, zgrajenem v francoskih kolonialnih časih, in nedavno novemu okrožju vzhodno od Rdeče reke. Več starejših imen Hanoja vsebuje dolgo (龍, "zmaj"), povezano z ukrivljeno tvorbo Rdeče reke okoli mesta, ki je bila simbolizirana kot zmaj.[19]
- Leta 866 so ga spremenili v citadelo in ga poimenovali Đại La (大羅, "velika mreža"). To mu je dalo vzdevek La Thành (羅城, "mrežna citadela"). Đại La in La Thành sta imeni glavnih ulic v sodobnem Hanoju.
- Ko je Lý Thái Tổ leta 1010 ustanovil prestolnico na tem območju, se je imenovala Thăng Long (昇龍, "vzhajajoči zmaj").[20] Thăng Long je pozneje postalo ime glavnega mostu na avtocesti, ki povezuje središče mesta z letališčem Nội Bài, in hitre ceste Thăng Long Boulevard na jugozahodu mestnega središča. V sodobnem času se mesto običajno imenuje Thăng Long – Hà Nội, ko se razpravlja o njegovi dolgi zgodovini.
- V času dinastije Hồ se je imenoval Đông Đô (東都, »vzhodna metropola«).
- Med okupacijo Ming se je imenoval Đông Quan (東關, "vzhodna vrata").
- Med dinastijo Lê je bil Hanoj znan kot Đông Kinh (東京, "vzhodna prestolnica"). To je dalo ime Tonkin in Tonkinški zaliv. Trg ob jezeru Hoàn Kiếm je bil imenovan Đông Kinh Nghĩa Thục po reformistični brezplačni šoli Tonkin pod francosko kolonizacijo.
- Potem ko se je konec Tây Sơn razširil še južneje, je bilo mesto poimenovano Bắc Thành (北城, "severna citadela").
- Minh Mạng je leta 1831 mesto preimenoval v Hà Nội (河內, »znotraj rek«). To je ostalo njegovo uradno ime do modernih časov.
- Več neuradnih imen Hanoja vključuje: Kẻ Chợ (tržnica), Tràng An (dolgi mir), Phượng Thành/Phụng Thành (feniksovo mesto), Long Thành (okrajšava za Kinh thành Thăng Long, "citadela Thăng Long"), Kinh kỳ (glavno mesto), Hà Thành (okrajšava za Thành phố Hà Nội, "mesto Hanoj"), Hoàng Diệu in Thủ Đô (prestolnica).

## Zgodovina

### Obdobje Pre-Thăng Long
V Hanoju je mogoče najti številne ostanke človeških bivališč iz poznega paleolitika in zgodnjega mezolitika. Med letoma 1971 in 1972 so arheologi v Ba Vìju in Đông Anhu odkrili kamenčke s sledovi rezljanja in obdelave s človeškimi rokami, ki so relikvije kulture Sơn Vi, stare od 10.000 do 20.000 let. V letih 1998–1999 je Muzej vietnamske zgodovine (zdaj Narodni muzej vietnamske zgodovine) izvedel arheološke študije na severu jezera Dong Mo (Son Tay, Hanoj) in našel različne relikvije in predmete, ki pripadajo kulturi Sơn Vi – paleolitska doba, pred 20.000 leti. Med transgresijo srednjega holocena se je gladina morja dvignila in potopila nižinska območja; geološki podatki jasno kažejo, da je bila obala poplavljena in je bila v bližini današnjega Hanoja, kar je razvidno iz odsotnosti neolitskih najdišč v večini regije Bac Bo. Posledično je bil Hanoj od približno 10.000 do približno 4000 let nazaj popolnoma odsoten. Domneva se, da je bila regija neprekinjeno naseljena zadnjih 4000 let.

#### Kraljestvo Âu Lạc in Nanyue
Približno v 3. stoletju pred našim štetjem je An Dương Vương ustanovil glavno mesto Âu Lạc severno od današnjega Hanoja, kjer je zgrajena utrjena citadela, v zgodovini znana kot Cổ Loa, prvo politično središče vietnamske civilizacije pred sinitskim obdobjem. z zunanjim nasipom, ki pokriva 600 hektarjev. Leta 179 pr. n. št. je kraljestvo Âu Lạc priključil Nanyue, kar je pomenilo začetek več kot tisočletne kitajske nadvlade. Zhao Tuo je pozneje te regije vključil v svojo domeno Nanyue, vendar je prepustil domorodnim poglavarjem nadzor nad prebivalstvom. Prvič je bila regija del države, ki jo je vodil kitajski vladar.

#### Hanoj pod kitajsko oblastjo
Leta 111 pr. n. št. je dinastija Han osvojila Nanyue in mu vladala naslednjih nekaj sto let. Dinastija Han je Nanyue organizirala v sedem poveljstev na jugu (Lingnan) in je zdaj vključevala tri samo v Vietnamu: Giao Chỉ in Cửu Chân ter novo ustanovljeni Nhật Nam.
Marca leta 40 našega štetja  sta Trưng Trắc in Trưng Nhị, hčerki bogate aristokratske družine ljudtsva Lac v okrožju Mê Linh (Hanoj), vodili domačine, da so se uprli proti Hanom. Začelo se je pri delti Rdeče reke, a se je hitro razširilo proti jugu in severu iz Jiaozhi, vznemirilo vse tri regije Lạc Việt in večino Lingnana,  pridobilo podporo približno 65 mest in naselij. Sestri Trưng sta nato ustanovili svoj dvor navzgor v Mê Linhu. Leta 42 našega štetja je cesar Han naročil generalu Ma Yuanu, da zatre vstajo z 32.000 možmi, vključno z 20.000 rednimi vojaki in 12.000 regionalnimi pomožnimi vojaki. Upor je bil naslednje leto zatrt, ko je Ma Yuan ujel in obglavil Trưng Trắc in Trưng Nhị, nato pa njuni glavi poslal na dvor Hanov v Luojangu.
Do sredine 5. stoletja je v središču starodavnega Hanoja kitajska dinastija Liu Song ustanovila utrjeno naselbino kot sedež novega okrožja, imenovanega Tống Bình (Songping) znotraj poveljstva Giao Chỉ. Ime se nanaša na njegovo umiritev s strani dinastije. Na neki točki med letoma 454 in 464 je bil povzdignjen v lastno poveljstvo. Poveljstvo je vključevalo okrožji Yihuai (義懷) in Suining (綏寧) na jugu Rdeče reke (zdaj okrožji Từ Liêm in Hoài Đức) z metropolo (centrom dominacije) v današnjem notranjem Hanoju.

#### Protektorat Annam
Do leta 679 je dinastija Tang spremenila ime regije v Annam (pokorjeni jug) s prestolnico Songping.
Da bi premagal ljudske vstaje v drugi polovici 8. stoletja, je Zhang Boyi (張伯儀), podkralj dinastije Tang, zgradil Luočeng (羅城, La Thanh ali La citadela, od Thu Le do Quan Ngua v današnjem predelu Ba Dinh). V zgodnji polovici 9. stoletja je bil nadalje zgrajen in imenovan Jincheng (金城, Kim Thanh ali Kim citadela). Leta 863 so vojska Nandžao in lokalni prebivalci oblegali Jinčeng in premagali 150.000 glavo kitajsko vojsko. Leta 866 je kitajski jiedushi Gao Pian ponovno zavzel mesto in pregnal Nandžao in upornike. Mesto je preimenoval v Daluočeng (大羅城, Đại La thành). Zgradil je zid dolg 6344 metrov okoli mesta, katerega del je bil visok več kot osem metrov. Đại La je v tistem času imel približno 25.000 prebivalcev, vključno z majhnimi tujimi skupnostmi Perzijcev, Arabcev, Indijcev, Chamov, Javancev in nestorijanskih kristjanov. Postal je pomembno trgovsko središče dinastije Tang zaradi plenjenja Kantona v času Huang Čaojevega upora. Do zgodnjega 10. stoletja našega štetja je bil današnji Hanoj muslimanskim trgovcem znan kot Lučin.

### Hanoj pod neodvisnim Vietnamom

#### Thăng Long, Đông Đô, Đông Quan, Đông Kinh
Leta 1010 je Lý Thái Tổ, prvi vladar dinastije Lý, prestolnico Đại Việt preselil na mesto Đại La citadel. Ker je trdil, da je videl zmaja, ki se je vzpenjal po Rdeči reki, je mesto preimenoval v Thăng Long (昇龍, »Lebdeči zmaj«) – ime, ki se poetično uporablja še danes. Thăng Long je ostal glavno mesto Đại Việta do leta 1397, ko so ga preselili v Thanh Hóa, takrat znan kot Tây Đô (西都), »zahodna prestolnica«. Thăng Long je nato postal Đông Đô (東都), »vzhodna prestolnica«.
- Zemljevid Đông Kinh (Hanoi) leta 1490, ki ga je naslikal cesar Lê Thánh Tông]
- Zgodovinski pogled na mesto Đông Kinh / Kẻ Chợ (Hanoj). Ilustracija povzeta iz "A Description of the Kingdom of Tonqueen" Samuela Barona, objavljena leta 1685/1686.

Leta 1408 je kitajska dinastija Ming napadla in zasedla Vietnam ter spremenila ime Đông Đô v Dongguan (kitajsko: 東關 vzhodna vrata) ali Đông Quan v kitajsko-vietnamščini. Leta 1428 so Vietnamci strmoglavili Kitajce pod vodstvom Lê Lợija, ki je pozneje ustanovil dinastijo Lê in jo preimenoval v Đông Quan Đông Kinh (kitajsko: 東京, »vzhodna prestolnica«) ali Tonkin. V 17. stoletju so zahodni diplomati ocenili prebivalstvo Đông Kinha na približno 100.000. Takoj po koncu dinastije Tây Sơn so ga poimenovali Bắc Thành (kitajsko: 北城, »Severna citadela«).

### V času dinastije Nguyễn in francoske kolonialne oblasti
Ko je bila leta 1802 ustanovljena dinastija Nguyễn, je Gia Long prestolnico preselil v Huế. Thăng Long ni bil več glavno mesto, njegov Hán tự je bil spremenjen iz 昇龍 (»Vzhajajoči zmaj«) v 昇隆 (»Vzpon in blaginja«), da bi zmanjšali razpoloženje dinastije Lê. Vietnamski cesarji so običajno uporabljali zmaja (龍 long) kot simbol svoje imperialne moči. Leta 1831 ga je cesar Nguyễn Minh Mạng preimenoval v Hà Nội (河內, »Med rekami« ali »Notranjost reke«). Hanoj so leta 1873 zasedli Francozi. Kot Hanoï je bil v protektoratu Tonkin in je po letu 1887 postal glavno mesto francoske Indokine.
- Francoska četa napade trdnjavo Hanoj 20. 11. 1873
- Francoske čete zapuščajo trdnjavo Hanoj februarja 1874
- Grand Palais je bil zgrajen za razstavo v Hanoju, ko je mesto postalo glavno mesto francoske Indokine
- Ljudje v Hanoju, 1884.
- Razglednica, ki prikazuje dan volitev v Hanoju v času francoske Indokine, okoli leta 1910
- Ulica Hanoja v poznem 19. in zgodnjem 20. stoletju (zdaj ulica Trang Tien)
- Načrt Hanoja iz leta 1936
- Rue Paul Bert (zdaj ulica Trang Tien)
- L'ancien monument de la République (Spomenik republike), zgrajen pred generalnim guvernerjem Indokine
- Pogled iz ptičje perspektive na Hanoj leta 1944, jezero Hoan kiem na sredini
- 36 starih cest Hanoja

### V času druge svetovne vojne in vietnamske vojne
Mesto je leta 1940 zasedla cesarska Japonska, osvobodilo pa ga je leta 1945, ko je za kratek čas postalo sedež vlade Việt Minha, potem ko je Ho Chi Minh razglasil neodvisnost Vietnama. Vendar so se Francozi vrnili in ponovno zasedli mesto leta 1946. Po devetih letih bojev med francoskimi silami in silami Viet Minha je Hanoj leta 1954 postal prestolnica neodvisnega Severnega Vietnama. Francoska vojska se je tistega leta umaknila in Ljudska vojska Vietnama in Mednarodna nadzorna komisija je mesto zasedla v skladu s pogoji ženevske konference leta 1954.
Med vietnamsko vojno so bile prometne zmogljivosti v Hanoju motene zaradi bombardiranja mostov in železnic s strani Sedme ameriške zračne sile in zračne sile Republike Vietnam. Vse to pa so kasneje popravili. Po koncu vojne je Hanoj postal glavno mesto ponovno združenega Vietnama, ko sta se 2. julija 1976 Severni in Južni Vietnam ponovno združila.

### Sodobni Hanoj
Ko je bila leta 1986 odobrena gospodarska politika Đổi Mới, so komunistična partija ter nacionalne in občinske vlade upale, da bodo privabile mednarodne naložbe za projekte urbanega razvoja v Hanoju. Visoke poslovne stavbe so se začele pojavljati šele deset let pozneje, ker je bila mednarodna investicijska skupnost skeptična glede varnosti njihovih naložb. Hiter urbani razvoj in naraščajoči stroški so izrinili številna stanovanjska območja v osrednjem Hanoju. Po kratkem obdobju gospodarske stagnacije po azijski finančni krizi leta 1997 je Hanoj ponovno začel hitro gospodarsko rast.
29. maja 2008 je bilo odločeno, da se provinca Hà Tây, okrožje Mê Linh province Vĩnh Phúc in štiri občine okrožja Lương Sơn province Hòa Bình združijo v metropolitansko območje Hanoja od 1. avgusta 2008. Skupna površina Hanoja se je nato povečala na 334.470 hektarjev v 29 pododdelkih  z novim prebivalstvom 6.232.940, kar je dejansko potrojilo njegovo velikost. Regija glavnega mesta Hanoja (Vùng Thủ đô Hà Nội), metropolitansko območje, ki zajema Hanoj in šest okoliških provinc pod njegovo upravo, naj bi imelo površino 13.436 kvadratnih kilometrov s 15 milijoni ljudi do leta 2020.
Hanoj je v zadnjem času doživel hiter gradbeni razcvet. Nebotičniki, ki se pojavljajo v novih urbanih območjih, so dramatično spremenili mestno podobo in oblikovali sodobno obzorje zunaj starega mesta. Leta 2015 je Emporis Hanoj uvrstil na 39. mesto na lestvici svetovnih mest z največ nebotičniki nad 100 m; dve najvišji stavbi sta Hanoi Landmark 72 Tower (336 m, druga najvišja v Vietnamu za Hošiminhovim Landmark 81 in tretja najvišja v jugovzhodni Aziji za malezijskimi Petronas Towers) in Hanoi Lotte Center (272 m, tudi tretja najvišja v Vietnamu).
Javno negodovanje proti ponovnemu razvoju kulturno pomembnih območij v Hanoju je prepričalo nacionalno vlado, da izvaja politiko nizkih gradenj okoli jezera Hoàn Kiếm. Okrožje Ba Đình je prav tako zaščiteno pred komercialno prenovo.

## Geografija
Hanoj je neobalna občina v severni regiji Vietnama, ki leži v vietnamski delti Rdeče reke, skoraj 90 km od obale. Hanoj vsebuje tri osnovne vrste reliefa, in sicer območje delte, sredinsko območje in gorsko območje. Na splošno se teren postopoma niža od severa proti jugu in od zahoda proti vzhodu, s povprečno višino od 5 do 20 metrov nad morsko gladino. V severnem in zahodnem delu mesta so hribi in gorata območja. Najvišji vrh je Ba Vi s 1281 m, ki je zahodno od ožjega mesta.

### Podnebje
Hanoj ima značilnosti tropskega monsunskega podnebja, ker leži v tropih, tako kot večina jugovzhodne Azije. Z uporabo Köppnove podnebne klasifikacije spletno mesto ClimaTemps.com uvršča Hanoj med vlažno subtropsko podnebje (Cwa) z veliko padavinami pod vplivom monsuna. Mesto doživlja tipično podnebje severnega Vietnama s štirimi različnimi letnimi časi. Za poletje, od maja do septembra, je značilno vroče in vlažno vreme z obilico padavin in nekaj suhih dni. Vroče, suhe razmere, ki jih poleti povzročajo zahodni vetrovi, so redke.   Od oktobra do novembra je jesenska sezona, za katero je značilno znižanje temperature in padavin, ta čas v letu je večinoma topel in blag. Za zime od decembra do januarja je značilno, da so hladne zaradi severovzhodnega monsuna, zaradi česar ima Hanoj suho zimo in veliko sonca v prvi polovici zime, ki se podaljša od decembra do sredine februarja. Od druge polovice zime, od sredine februarja do konca marca, je Hanoj običajno značilen z veliko količino dežja in malo sonca zaradi močne aktivnosti jugovzhodnega monsuna, ki piha vlago iz morja v notranjost.  Mesto je v tem času običajno oblačno in megleno, februarja in marca je povprečno le 1,5 ure sonca na dan. Hanoj je edina prestolnica jugovzhodne Azije s subtropskim podnebjem.
Regija ima pozitivno vodno bilanco (tj. padavine presegajo potencialno evapotranspiracijo). V Hanoju v povprečju pade 1612 milimetrov padavin na leto, večina pade od maja do oktobra. V povprečju je 114 dni z dežjem. Povprečna letna temperatura je 23,6 °C, povprečna relativna vlažnost pa je več kot 80 %. Najhladnejši mesec ima povprečno temperaturo 16,4 °C, najtoplejši mesec pa povprečno temperaturo 29,2 °C. Najvišja zabeležena temperatura je bila 42,8 °C maja 1926, medtem ko je bila najnižja zabeležena temperatura 2,7 °C januarja 1955. Mesto je junija 2017 doživelo tudi izjemno vroče vreme zaradi La Niñe, pri čemer je temperatura v enem tednu dosegla do 42,5 °C. Hanoj lahko pozimi včasih doživi sneg. Nazadnje je sneg zapadel na gorovju Ba Vì in temperatura je 24. januarja 2016 padla na 0 °C.

## Administrativne enote
Hanoj (Hà Nội) je razdeljen na 12 mestnih okrožij, 1 mesto na ravni okrožja in 17 podeželskih okrožij. Ko se je Hà Tây leta 2008 združil s Hanojem, se je Hà Đông preoblikoval v mestno okrožje, medtem ko je Sơn Tây degradiral v mesto na ravni okrožja. Nadalje so razdeljena na 22 občinskih mest (ali naselij), 399 občin in 145 okrajev.

## Demografija
Med francoskim kolonialnim obdobjem je Hanoj kot glavno mesto Francoske Indokine pritegnil precejšnje število Francozov, Kitajcev in Vietnamcev iz okolice. V 1940-ih je imelo mesto 132.145 prebivalcev. Po prvi indokinski vojni so številni Francozi in Kitajci zapustili mesto in se preselili na jug ali vrnili v domovino.
Prebivalstvo Hanoja je začelo hitro naraščati šele v drugi polovici 20. stoletja. Leta 1954 je imelo mesto 53 tisoč prebivalcev na površini 152 kmkm2. Do leta 1961 se je območje mesta razširilo na 584 kmkm2, prebivalstvo pa je bilo 91.000 ljudi. Leta 1978 se je Narodna skupščina Vietnama odločila, da bo Hanoi drugič razširil na 2136 km2 in imel 2,5 milijona prebivalcev. Do leta 1991 se je območje Hanoja še naprej spreminjalo in se zmanjšalo na 924 kmkm2, vendar je bilo prebivalstva še vedno več kot 2 milijona ljudi. V 1990-ih je prebivalstvo Hanoja vztrajno naraščalo in leta 1999 doseglo 2.672.122 ljudi. Po zadnji širitvi avgusta 2008 ima Hanoj 6,233 milijona prebivalcev in je med 17 prestolnicami z največjo površino na svetu. Po popisu iz leta 2009 ima Hanoj 6.451.909 ljudi. Od 1. aprila 2019 je imel Hanoj 8.053.663 prebivalcev, med njimi 3.991.919 moških in 4.061.744 žensk. V mestih živi 3.962.310 prebivalcev, kar predstavlja 49,2 %, na podeželju pa 4.091.353 prebivalcev, kar predstavlja 50,8 %. Hanoj je drugo najbolj naseljeno mesto v državi, takoj za mestom Hošhiminh (8.993.082 ljudi). Povprečna letna stopnja rasti prebivalstva od leta 2009 do 2019 v Hanoju je 2,22 %/leto, kar je višje od nacionalne stopnje rasti (1,14 %/leto) in je druga najvišja v delti Rdeče reke, takoj za provinco Bắc Ninh (2,90 % / leto).
Danes je mesto tako glavno metropolitansko območje severnega Vietnama kot tudi kulturno in politično središče države, ki povzroča velik pritisk na infrastrukturo, od katere je nekaj zastarelih in sega v zgodnje 20. stoletje. V samem mestu je več kot osem milijonov prebivalcev, v metropolitanskem območju pa približno 20 milijonov prebivalcev.
Število Hanojcev, ki so se naselili za več kot tri generacije, je verjetno zelo majhno v primerjavi s celotno populacijo mesta. Celo v stari četrti, kjer se je trgovina začela pred več sto leti in je bila sestavljena večinoma iz družinskih podjetij, je danes veliko trgovin na ulici v lasti trgovcev na drobno iz drugih provinc. Družina prvotnega lastnika je morda trgovino oddala v najem in se preselila v sosednjo hišo ali pa se je v celoti izselila iz soseske. Hitrost sprememb se je še posebej povečala po opustitvi ekonomskih politik centralnega načrtovanja in omilitvi okrožnega sistema registra gospodinjstev.

### Religija
Budizem, taoizem in konfucijanstvo so že vrsto let glavne religije Hanoja. Večina ljudi se ima za budiste, čeprav vsi ne sledijo redno veri.

### Etnične skupine
V Hanoju živi več kot 50 etničnih skupin, med katerimi je največja Viet (Kinh); po uradnih vietnamskih podatkih (popis 2019) predstavlja 98,66 % prebivalstva, sledita mu Mường z 0,77 % in Tày z 0,24 %.
Vsaka narodnost ima svoj jezik, tradicijo in subkulturo.

## Gospodarstvo
Po nedavni lestvici PricewaterhouseCoopers sta bila Hanoj in Sajgon med letoma 2008 in 2025 med najhitreje rastočimi mesti na svetu glede na rast BDP.[89] V letu 2013 je Hanoj prispeval 12,6 % k BDP, izvozil 7,5 % celotnega izvoza, prispeval 17 % v državni proračun in pritegnil 22 % investicijskega kapitala Vietnama. Industrijska proizvodnja v mestu je doživela hiter razcvet od leta 1990, s povprečno letno rastjo 19,1 odstotka od 1991 do 1995, 15,9 odstotka od 1996 do 2000 in 20,9 odstotka med 2001–2003. Poleg osmih obstoječih industrijskih parkov, Hanoj gradi pet novih velikih industrijskih parkov in 16 malih in srednje velikih industrijskih grozdov. Nedržavni gospodarski sektor se hitro širi, z več kot 48.000 podjetji, ki delujejo v skladu z zakonom o podjetjih (od 3/2007).
Trgovina je še en močan sektor mesta. Gospodarska struktura je prav tako doživela pomembne premike, pri čemer imajo turizem, finance in bančništvo zdaj vse pomembnejšo vlogo. Tradicionalna poslovna okrožja Hanoja so Hoàn Kiếm, Hai Bà Trưng in Đống Đa; in na novo razvijajoče se Cầu Giấy, Nam Từ Liêm, Bắc Từ Liêm, Thanh Xuân in Hà Đông na zahodu.
Podobno kot Hošhiminh ima Hanoj hitro razvijajoč se nepremičninski trg. Najpomembnejša nova mestna območja so osrednji Trung Hòa Nhân Chính, Mỹ Đình, razkošna območja The Manor, Ciputra, Royal City v ulici Nguyễn Trãi (okrožje Thanh Xuân) in Times City v okrožju Hai Bà Trưng. Z ocenjenim nominalnim BDP v višini 42,04 milijarde ameriških dolarjev leta 2019 je to drugo najbolj produktivno gospodarsko območje Vietnama (za mestom Hošhiminh)
Kmetijstvo, ki je bilo prej steber gospodarstva Hanoja, si je prizadevalo za reformo, uvedbo novih visoko donosnih sort rastlin in živine ter uporabo sodobnih kmetijskih tehnik.
Po gospodarskih reformah, ki so sprožile gospodarsko rast, se je močno spremenila tudi podoba Hanoja, zlasti v zadnjih letih. Infrastruktura se nenehno posodablja z novimi cestami in izboljšanim sistemom javnega prevoza. Hanoj je v mesto dovolil številne verige hitre prehrane, kot so McDonald's, Lotteria, Pizza Hut, KFC in druge. Podobno so mestne oblasti motivirane zaradi skrbi glede varnosti hrane in njihove težnje po "modernem" mestu, ki bo do leta 2025 nadomestilo 67 tradicionalnih živilskih tržnic s 1000 supermarketi. To bo verjetno povečalo porabo manj hranljive hrane, saj so tradicionalne tržnice ključne za porabo svežih in ne predelanih živil.
Hanoj je del pomorske Svilne poti, ki poteka od kitajske obale skozi Melaški preliv proti južni konici Indije do Mombase, od tam skozi Rdeče morje preko Sueškega prekopa do Sredozemlja, tja do območja zgornjega Jadrana do severnoitalijansko vozlišče Trst z železniškimi povezavami s srednjo Evropo in Severnim morjem.

### Infrastrurni razvoj
Ernest Hebrard je leta 1924 zasnoval glavni razvojni načrt za Hanoj, vendar je bil le delno izveden. Prejšnji tesni odnosi med Sovjetsko zvezo in Vietnamom so med letoma 1981 in 1984 privedli do oblikovanja prvega celovitega načrta za Hanoj s pomočjo sovjetskih načrtovalcev. Nikoli ni bil realiziran, ker se je zdelo nezdružljivo z obstoječo postavitvijo Hanoja.
V zadnjih letih sta bila izdelana dva glavna načrta za usmerjanje razvoja Hanoja. Prvi je bil Hanojski glavni načrt 1990–2010, odobren aprila 1992. Nastal je v sodelovanju med načrtovalci iz Hanoja in Nacionalnim inštitutom za urbanistično in podeželsko načrtovanje pri Ministrstvu za gradbeništvo. Trije glavni cilji načrta so bili ustvariti stanovanja in novo trgovsko središče na območju, znanem kot Nghĩa Đô, razširiti stanovanjska in industrijska območja v okrožju Gia Lâm ter razviti tri južne koridorje, ki povezujejo Hanoj s Hà Đôngom in okrožjem Thanh Trì. Rezultat vzorca rabe zemljišč naj bi bil do leta 2010 podoben zvezdi s petimi vogali. Leta 1998 je bila odobrena revidirana različica glavnega načrta Hanoja, ki naj bi bila dokončana leta 2020. Obravnaval je znatno povečanje projekcij prebivalstva v Hanoju. Načrtovano je bilo, da bodo omejili gostoto prebivalstva in visoke stavbe v mestnem središču, da bi zaščitili stare dele notranjega Hanoja. Načrtuje se izgradnja železniškega prometnega sistema za razširitev javnega prevoza in povezavo Hanoja z okolico. Projekte, kot so nadgradnja letališča, igrišče za golf in kulturne vasi, je vlada odobrila za razvoj.
Hanoj se še vedno sooča s težavami, povezanimi z naraščajočo urbanizacijo. Čeprav je glavno prometno središče z veliko mrežo državnih cest, hitrih cest, železnic in je dom mednarodnega letališča Noi Bai, najbolj prometnega letališča v Vietnamu, je razlika v bogastvu med bogatimi in revnimi težava tako v glavnem mestu in po vsej državi. Javna infrastruktura Hanoja je bila leta 2001 ocenjena kot v slabem stanju z visoko stopnjo onesnaženosti in zastojev. Mesto ima tudi onesnažen zrak in vodo, težke razmere na cestah, prometne zastoje in osnovni sistem javnega prevoza. Prometni zastoji in onesnaženost zraka se povečujejo, saj se število motornih koles povečuje. Skvoterska naselja se širijo na zunanjem robu mesta, ko se brezdomstvo povečuje.
V poznih 1980-ih sta Razvojni program Združenih narodov (UNDP) in vietnamska vlada oblikovala projekt za razvoj podeželske infrastrukture. Projekt je bil osredotočen na izboljšanje cest, oskrbe z vodo in sanitarij ter izobraževalnih, zdravstvenih in socialnih objektov, ker je gospodarski razvoj v občinah in podeželskih območjih okoli Hanoja odvisen od infrastrukturnih povezav med podeželskimi in mestnimi območji, zlasti za prodajo podeželskih proizvodov.  Cilj projekta je bil za gradnjo uporabiti lokalno razpoložljive vire in znanje, kot so tehnike gradnje s stisnjeno zemljo. Skupaj so ga financirali UNDP, vietnamska vlada in sredstva, ki so jih zbrale lokalne skupnosti in vlade. V štirih občinah so lokalne skupnosti prispevale 37 % celotnega proračuna. Lokalno delo, podpora skupnosti in skupno financiranje so bili odločeni kot potrebni za dolgoročno vzdržnost projekta.

## Znamenitosti
Kot glavno mesto Vietnama že skoraj tisoč let Hanoj velja za eno glavnih kulturnih središč Vietnama, kjer je večina vietnamskih dinastij pustila svoj pečat. Čeprav nekatere relikvije niso preživele vojn in časa, ima mesto še vedno veliko zanimivih kulturno-zgodovinskih spomenikov za obiskovalce in prebivalce. Tudi ko se je glavno mesto države pod dinastijo Nguyễn leta 1802 preselilo v Huế, je mesto Hanoj še naprej cvetelo, zlasti potem, ko so leta 1888 nadzor prevzeli Francozi in oblikovali mestno arhitekturo po svojem okusu, kar je bogati slogovni dediščini mesta dalo pomembno estetiko. Mesto gosti več kulturnih znamenitosti kot katero koli drugo mesto v Vietnamu  in se ponaša z več kot 1000-letno zgodovino; tisti iz zadnjih nekaj sto let je dobro ohranjen.

### Stara četrt
Stara četrt v bližini jezera Hoàn Kiếm ohranja večino prvotne ureditve ulic in nekaj arhitekture starega Hanoja. Na začetku 20. stoletja je Hanoj sestavljalo »36 ulic«, citadela in nekaj novejših francoskih stavb južno od jezera Hoàn Kiếm, od katerih je večina zdaj del okrožja Hoàn Kiếm. Vsaka ulica je imela trgovce in gospodinjstva, specializirana za določeno trgovino, kot so svila, nakit ali celo bambus. Imena ulic še vedno odražajo te specializacije, in nekaj jih je ostalo izključno v prvotni trgovini. Območje je znano po svojih specializacijah v trgovinah, kot sta tradicionalna medicina in lokalna obrt, vključno s prodajalnami svile, mizarji bambusa in kovači kositra. Tukaj lahko najdete tudi specialitete lokalne kuhinje ter več klubov in barov. Nočna tržnica (blizu tržnice Đồng Xuân) v središču okrožja se odpre vsak petek, soboto in nedeljo zvečer z različnimi oblačili, spominki in hrano.
Francoska in kitajska kultura sta šli skozi več kot šest desetletij francoske kolonizacije in stoletja sociokulturnega vpliva Kitajske ter vplivali na zasnovo starih hiš v Hanoju. Francosko-kitajska ali hibridna arhitektura v Vietnamu je pokazala, da se »kulturni dodatek« v vietnamski arhitekturi odraža na sprednjem delu hiše v soobstoju stebrov v francoskem slogu, konfucijanskih svitkov, taoističnega znaka jin-jang in budistične skulpture lotosa.

### Cesarsko mesto
Cesarske lokacije so večinoma v okrožju Ba Đình in del okrožja Đống Đa. Sopostavljeni so s francosko kolonialno arhitekturo (vile, upravne stavbe in drevoredi). Nekatere pomembne stavbe iz fevdalnega časa so Tempelj Literature (Văn Miếu), kraj najstarejše univerze v Vietnamu, ki je bila ustanovljena leta 1010, Pagoda enega stebra (Chùa Một Cột), ki je bila zgrajena na podlagi sanj kralja Lý Thái Tônga (1028–1054) leta 1049 in Stolp z zastavo v Hanoju (Cột cờ Hà Nội). Leta 2004 so v središču Hanoja, blizu trga Ba Đình, odkrili ogromen del 900 let stare Hanojske citadele.

### Jezera
Hanoj, mesto med rekami, zgrajeno v nižinah, ima veliko slikovitih jezer in ga včasih imenujejo »mesto jezer«. Med njegovimi jezeri so najbolj znana jezero Hoàn Kiếm, Zahodno jezero, jezero Trúc Bạch in jezero Bảy Mẫu (znotraj parka Thống Nhất). Jezero Hoàn Kiếm, znano tudi kot »Jezero vrnjenega meča«, je zgodovinsko in kulturno središče Hanoja in je povezano z legendo o čarobnem meču. Zahodno jezero (Hồ Tây) je priljubljeno mesto za preživljanje prostega časa. To je največje jezero v Hanoju, s številnimi templji na tem območju. Cesta ob jezeru na območju Nghi Tam – Quang Ba je kot nalašč za kolesarjenje, tek in opazovanje mestne pokrajine ali uživanje v lotosovih ribnikih poleti. Najboljši način, da vidite veličastno lepoto sončnega zahoda ob Zahodnem jezeru, je, da si ga ogledate iz enega od številnih barov okoli jezera, zlasti iz The Summit v Pan Pacific Hanoi (formalno znan kot Summit Lounge v Sofitel Plaza Hanoi).

### Kolonialni Hanoj
Hanoj je bil večino kolonialnega obdobja (od 1902 do 1945) glavno mesto in upravno središče Francoske Indokine. Francoski kolonialni arhitekturni slog je postal prevladujoč  in številni primeri ostajajo še danes: drevoredi (kot so ulica Phan Dinh Phung, ulica Hoang Dieu in ulica Tran Phu) ter številne vile, dvorci in vladne stavbe. Nekatere pomembne kolonialne strukture so eklektična mešanica francoskih in tradicionalnih vietnamskih arhitekturnih slogov, kot so Narodni muzej vietnamske zgodovine, Vietnamski nacionalni muzej lepih umetnosti in stara Indokitajska medicinska fakulteta. Gouveneur-Général Paul Doumer (1898–1902) je imel ključno vlogo pri urbanističnem načrtovanju kolonialnega Hanoja. V njegovem mandatu je bil velik gradbeni razcvet.
Francoske kolonialne stavbe v Hanoju so večinoma v okrožju Ba Đình in južno od okrožja Hoàn Kiếm, dveh francoskih četrti mesta. Pomembne znamenitosti so:
V okrožju Ba Đình:
- Predsedniška palača
- Cerkev Cửa Bắc
- Stavba Ministrstva za zunanje zadeve
- Več ministrstev, vladnih agencij in tujih veleposlaništev

V okrožju Hoàn Kiếm:
- Hanojska opera
- Stolnica svetega Jožefa
- Most Long Biên
- Grand Palais
- Francoska šola Daljnega vzhoda (danes Narodni muzej vietnamske zgodovine)
- Sofitel Legend Metropole Hanoi
- Tonkinska palača (državno gostišče)
- Zapor Hỏa Lò
- Stavba vrhovnega sodišča
- Indokina Medical College
- Muzej revolucije
- Glavna postaja
- Državna banka Vietnama
- Več tujih veleposlaništev

### Muzeji
Hanoj je dom številnih muzejev:
- Narodni muzej vietnamske zgodovine
- Vietnamski nacionalni muzej lepih umetnosti
- Vietnamski etnološki muzej
- Vietnamski muzej revolucije
- Zapor Hỏa Lò
- Ho Chi Minhov muzej
- Hanojski center sodobne umetnosti
- Muzej vojaške zgodovine Vietnama
- Hanojski muzej

### Predmestje
Zahodno predmestje Hanoja, prej provinca Hà Tây, ponuja številne pomembne verske znamenitosti:
- Pagoda Thầy v okrožju Quốc Oai je bila ustanovljena v 11. stoletju in posvečena vietnamskemu mojstru Thiền Từ Đạo Hạnhu. Je eden najstarejših budističnih templjev v Vietnamu.
- Dišeči tempelj (vietnamsko Chùa Hương, Chữ Hán 香寺) je obsežen kompleks budističnih templjev in svetišč, vgrajenih v apnenčaste gore Huong Tich. Ima dolgo romarsko pot vzdolž reke Yen.

## Turizem
Po poročilu družbe Mastercard za leto 2019 je Hanoj najbolj obiskano mesto v Vietnamu (15. v azijsko-pacifiški regiji), s 4,8 milijona mednarodnih obiskovalcev, ki so prenočili leta 2018. Hanoju včasih pravijo »Pariz vzhoda« zaradi njegovih francoskih vplivov. Hanoj je priljubljena turistična destinacija s svojimi bulevarji, obdanimi z drevesi, več kot dvema ducatoma jezer in na tisoče stavb iz francoskega kolonialnega obdobja.
Turistične destinacije v Hanoju so na splošno razvrščene v dve glavni področji: staro četrt in francosko četrt. Stara četrt je v severni polovici okrožja Hoàn Kiếm z majhnimi uličnimi bloki in uličicami ter tradicionalnim vietnamskim vzdušjem. Številne ulice v stari četrti imajo imena, ki označujejo blago (hàng), za katerega so bili ali so specializirani lokalni trgovci. Na primer, Hàng Bạc (trgovine s srebrom) imajo še vedno veliko trgovin, specializiranih za trgovanje s srebrom in nakitom.
Dve območji se običajno imenujeta »francoska četrt«: vladno območje v okrožju Ba Đình in južno od okrožja Hoàn Kiếm. Obe območji imata značilne vile v francoskem kolonialnem slogu in široke avenije z drevoredi.
Politično središče Vietnama, Ba Đình, ima visoko koncentracijo sedežev vietnamske vlade, vključno s predsedniško palačo, stavbo državnega zbora ter številnimi ministrstvi in veleposlaništvi, ki so večinoma uporabljala upravne stavbe kolonialne Francoske Indokine. V Ba Dinhu so tudi Pagoda enega stebra, Lycée du Protectorat in Ho Ši Minhov mavzolej.
Južno od »francoske četrti« Hoàn Kiếma je več francosko-kolonialnih znamenitosti, vključno z Hanojsko operno hišo, hotelom Sofitel Legend Metropole Hanoi, Narodnim muzejem vietnamske zgodovine (prej École française d'Extrême-Orient) in stolnico sv. Jožefa. Večina francosko-kolonialnih stavb v Hoan Kiemu se zdaj uporablja kot tuja veleposlaništva.

## Kuhinja
Hanoj ima bogato kulinarično tradicijo. Številne najbolj znane vietnamske jedi, kot so phở, bún chả, chả cá Lã Vọng, bánh cuốn in cốm, naj bi izvirale iz Hanoja. Morda najbolj znana je phở – preprosta juha z riževimi rezanci, ki jo pogosto jedo kot zajtrk doma ali v uličnih kavarnah, postrežejo pa jo tudi v restavracijah kot obrok. Na prizorišču v Hanoju prevladujeta dve sorti: Phở Bò, ki vsebuje govedino in Phở Gà, ki vsebuje piščanca. Bún chả, jed, sestavljena iz svinjine, pečene na oglju, postrežene v sladki/slani juhi z riževimi rezanci in zeleno solato, je daleč najbolj priljubljena hrana med domačini. Predsednik Barack Obama je leta 2016 slavno poskusil to jed v restavraciji Le Van Huu z Anthonyjem Bourdainom, kar je spodbudilo odprtje restavracije Bún chả z njegovim imenom v stari četrti.
Globalpost je vietnamsko nacionalno jed phở uvrstil med 5 najboljših uličnih jedi na svetu.
Hanoj ima številne restavracije, katerih meniji posebej ponujajo jedi, ki vsebujejo kače in različne vrste žuželk. Menije, ki jih navdihujejo žuželke, lahko najdete v številnih restavracijah v vasi Khuong Thuong v Hanoju. Značilne jedi v teh restavracijah so tiste, ki vsebujejo predelana mravljinčna jajca, pogosto v kulinaričnem slogu Tajcev ali vietnamskih etničnih ljudstev Muong in Tay. Prehranjevanje s psi je bilo v Hanoju priljubljeno v 1990-ih in zgodnjih 2000-ih, zdaj pa zaradi močnih nasprotovanj hitro izumira.¸

## Mesto za mir
16. julija 1999 je Organizacija Združenih narodov za izobraževanje, znanost in kulturo (UNESCO) Hanoju podelila naziv »mesto za mir«, ker je mesto izpolnjevalo naslednja merila: zgledno delovanje proti izključevanju in v podporo dialogu med skupnostmi; zgledna urbana akcija; zgledna okoljska akcija; zgledna akcija za promocijo kulture; zgledno delovanje na področju izobraževanja in še posebej državljanske vzgoje.
Hanoj je edino mesto v Aziji in Tihem oceanu, ki je dobilo ta naziv.

## Mednaroden povezave
Hanoj je član mreže mest Asian Network of Major Cities 21 in skupine C40 Cities Climate Leadership Group.

### Pobratena mesta
Hanoj je pobraten z:
- Phnom Penh, Kambodža[75]
- Džakarta, Indonezija[76]
- prefektura Fukuoka, Japonska[77]
- Astana, Kazahstan[78]
- Seul, Južna Koreja[79]
- Varšava, Poljska[80]
- Moskva, Rusija[81]
- Victoria, Sejšeli[82]
- Bangkok, Tajska[83]
- Peking, Kitajska[84]
- Ankara, Turčija[85]
- Minsk, Belorusija[86]
- Palermo, Italija[87]
- Pretoria, Republika Južna Afrika[88]

## Galerija
- Življenje na ulicah Stare četrti
- Pagoda Thiên Trù v kompleksu Dišeče pagode
- Tháp Bút (Pen Tower) s stavkom "Tả thanh thiên" (kar pomeni "Piši na nebo") poleg jezera Hoàn Kiếm (2007)
- Most Thê Húc na jezeru Hoàn Kiếm
- Predsedniška palača, Hanoj (prej mesto generalnega guvernerja francoske Indokine)
- Hanojska operna hiša po vzoru Palais Garnier v Parizu
- Most Long Bien
- Muzej vietnamske zgodovine v Hanoju, nekdanja prva École française d'Extrême-Orient
- Tonkinska palača služi kot državno gostišče
- Vietnamski nacionalni muzej lepih umetnosti
- Vietnamski nacionalni kongresni center
- Lotte Center Hanoi v zahodnem Ba Đìnhu
- AON Landmark 72 v Nam Từ Liêm
- Navdih francoske kolonialne arhitekture v modernih stavbah Hanoja